# Sulley Muntari
Sulley Ali Muntari (Konongo, 27 agosto 1984) è un ex calciatore ghanese, di ruolo centrocampista.

## Biografia
È il fratello di Sulley Muniru, anch'egli calciatore.

## Caratteristiche tecniche
Nato calcisticamente come terzino sinistro, Muntari avanzava il proprio raggio d'azione divenendo un centrocampista aggressivo e forte fisicamente e nel corso degli anni affina anche le proprie doti tecniche. Per il suo temperamento era spesso soggetto a sanzioni disciplinari.

## Carriera

### Club

#### Gli inizi
Muntari inizia a giocare a calcio nel 2000 nelle giovanili del Liberty Professionals. Nel 2001, dopo un positivo provino con il Manchester United, non viene acquistato dalla squadra inglese, che giudica eccessiva la cifra richiesta dal Liberty Professionals.

#### Udinese
Nell'estate dello stesso anno viene portato in Italia dall'Udinese, su consiglio di Beppe Dossena. Dopo una stagione nella formazione Primavera della squadra bianconera allenata da Furio Corosu, esordisce in Serie A il 6 novembre 2002 nella prima giornata di campionato (rinviata a tale data per problemi sui diritti televisivi delle squadre), subentrando al tedesco Carsten Jancker nel secondo tempo di Milan-Udinese (1-0). Il primo gol in Serie A arriva nel campionato 2004-05 il 26 febbraio 2005 in Fiorentina-Udinese 2-2 con la rete che dimezza lo svantaggio dei friulani al Franchi.
Nei 5 anni di militanza nella squadra friulana Muntari conclude tutte le stagioni con una qualificazione europea e disputa in totale 153 incontri tra Serie A, Coppa Italia, Champions League e Coppa UEFA segnando 9 reti.

#### Portsmouth
Nel giugno 2007 viene ingaggiato dalla squadra inglese del Portsmouth per circa 7 milioni di sterline, cifra che rappresenta il maggior esborso per il club inglese fino a quel momento; il calciatore ghanese firma un contratto di 5 anni.
Con il Portsmouth colleziona 33 presenze, nelle quali segna 5 gol, e vince una FA Cup nel 2008.

#### Inter e parentesi Sunderland

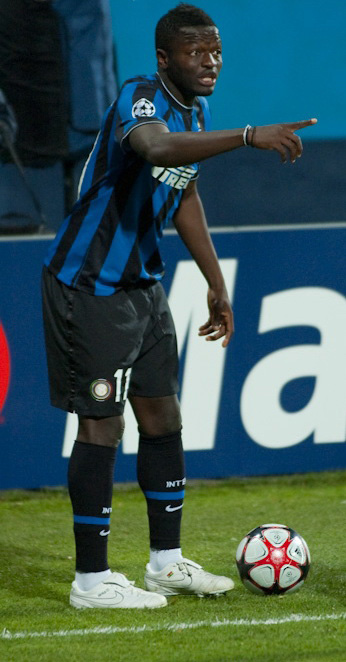
Muntari con la maglia dell'Inter nella stagione 2009-2010

Il 28 luglio 2008 è ingaggiato dall'Inter per circa 14 milioni di euro. Segna già all'esordio, in Supercoppa italiana contro la Roma (l'Inter vincerà il trofeo ai rigori). Il 22 novembre, è autore della rete decisiva contro la Juventus: l'Inter torna così a battere i bianconeri a San Siro dopo quattro anni.
Realizza il primo gol nel campionato 2009-10 in Inter-Catania (2-1). Durante la gara di ritorno con gli etnei, è protagonista in negativo: rimane in campo per circa 40" dal suo ingresso in campo, ricevendo due gialli (per un fallo da dietro che causa una punizione e per un tocco di mani che porta all'assegnazione di un rigore) e venendo espulso dall'arbitro Valeri. Contro i siciliani, aveva ricevuto l'espulsione anche nei due confronti della stagione precedente. Il 29 ottobre 2010, una sua rete permette ai nerazzurri di espugnare il campo del Genoa.
Il 29 gennaio 2011 viene messo sotto contratto, in prestito fino al termine della stagione, dal Sunderland, squadra della Premier League inglese. Il 7 maggio seguente, nella partita contro il Bolton, un suo tiro deviato in porta da Zat Knight regala al Sunderland la vittoria allo scadere. Il ghanese colleziona in totale nove presenze ma a fine stagione la società inglese decide di non riscattarlo, determinando in questo modo il suo ritorno all'Inter.
Torna a giocare con i nerazzurri il 17 settembre 2011, in Inter-Roma (0-0), subentrando all'81' a Diego Forlán sotto i fischi da parte del pubblico di San Siro. Con l'Inter vince due scudetti, una Coppa Italia, due Supercoppe italiane, una Champions League e un Mondiale per club.

#### Milan
Il 31 gennaio 2012, ultimo giorno della sessione invernale di calciomercato, passa in prestito al Milan. Esordisce coi rossoneri il 19 febbraio seguente, nella partita valevole per la 24ª giornata di campionato vinta per 3-1 in casa del Cesena, nella quale segna anche la sua prima rete con la nuova maglia. Sei giorni dopo, nella classica contro la Juventus finita 1-1, realizza un gol fantasma non convalidato dalla terna arbitrale: l'episodio, con le due squadre in lotta per il campionato, avrà un lungo strascico polemico, anche se negli anni seguenti lo stesso Muntari ne ridimensionerà l'effettiva portata ai fini della corsa scudetto.

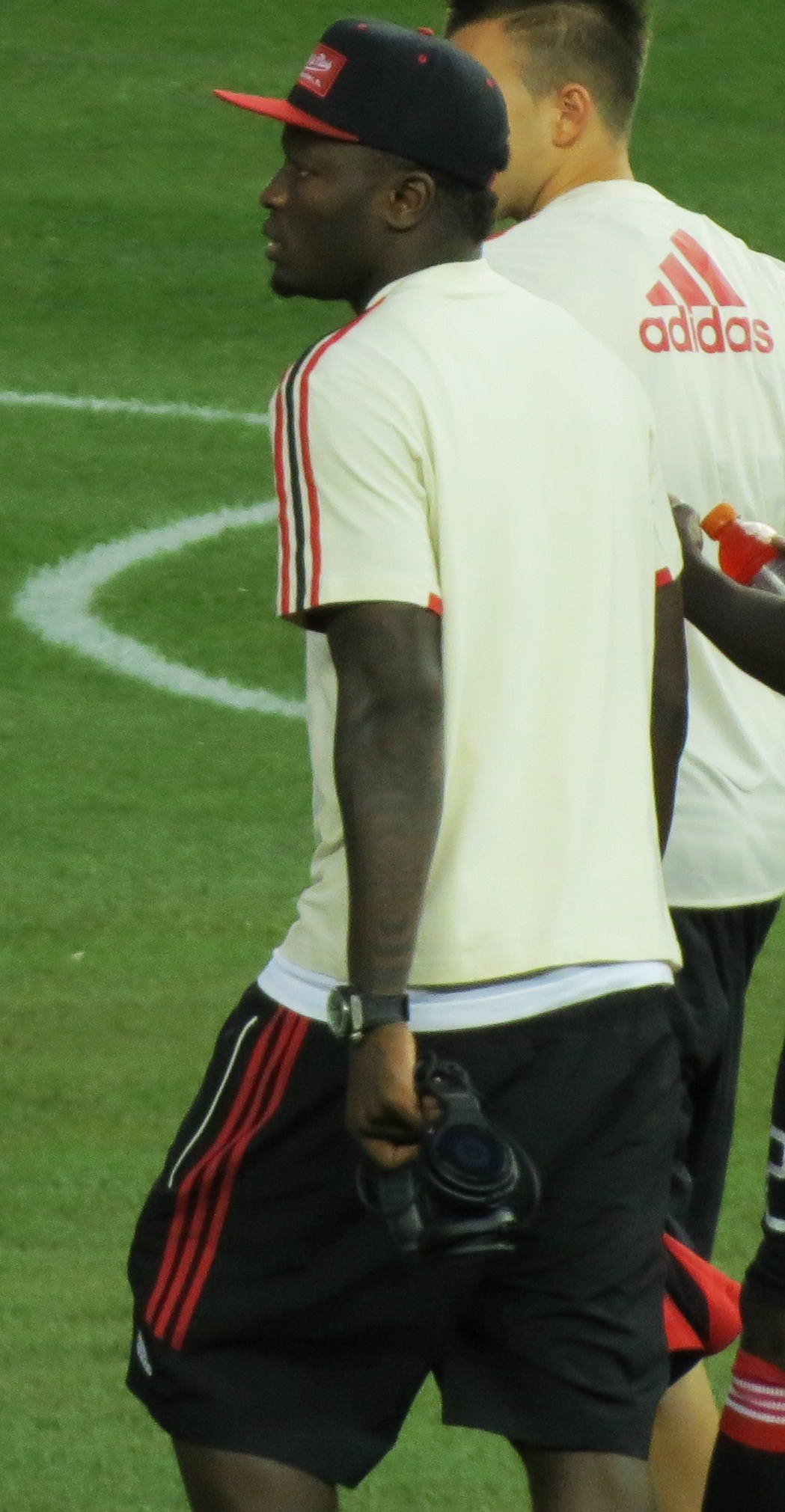
Muntari al Milan nel 2012

Alla fine di giugno, durante le vacanze trascorse in Ghana, si rompe il legamento crociato anteriore durante una partitella tra amici: l'infortunio lo costringerà a uno stop di sei mesi. Frattanto il successivo 1º luglio scade il contratto che lo lega all'Inter e viene quindi tesserato a parametro zero dal Milan, con cui nel febbraio 2012 aveva già firmato un accordo valido a partire dall'annata seguente. Il 20 febbraio 2013, in occasione dell'ottavo di finale di Champions League disputato a San Siro contro il Barcellona, segna il gol del definitivo 2-0, che è anche il suo primo gol in tale competizione.
Il 6 ottobre 2013 realizza una doppietta nella sconfitta esterna per 3-2 contro la Juventus. Chiude la stagione con all'attivo 34 presenze e 6 gol (5 in campionato – record personale – e uno in Champions League). Il 30 giugno 2015 rescinde consensualmente il proprio contratto con il Milan.

#### Al-Ittihad
Il 27 luglio 2015 si trasferisce in Arabia Saudita, ingaggiato dall'Al-Ittihad, con cui firma un contratto biennale da 7 milioni di euro a stagione. La sua stagione, nonostante sia sottotono, riuscirà a risollevarsi con una rete segnata contro la Lokomotiv Tashkent in una gara di AFC Champions League. Alla fine della stagione saudita, dopo 3 gol in 28 presenze in tutte le competizioni, rimane svincolato.

#### Pescara
Nel gennaio 2017, dopo qualche mese senza alcun contratto, firma con il Pescara fino al termine della stagione, tornando a giocare in Serie A. Esordisce il 5 febbraio successivo nella sconfitta casalinga contro la Lazio (2-6). Il 12 marzo seguente segna il suo primo gol col Pescara, nella sconfitta subita contro l'Udinese per 1-3.
Il 30 aprile, durante la partita persa contro il Cagliari per 1-0, dopo aver sentito insulti razzisti provenienti dalla curva della squadra di casa, protesta platealmente con l'arbitro, chiedendo la sospensione dell'incontro; alla decisione di quest'ultimo di ammonirlo, il calciatore ghanese lascia volontariamente il campo, venendo così, di conseguenza, espulso dal direttore di gara. Due giorni dopo la vicenda, viene pubblicamente ringraziato dall'Alto Commissario dell'ONU per i diritti umani, che lo definisce esempio e fonte di ispirazione nella lotta al razzismo. Il giocatore viene infine squalificato per un turno dal giudice sportivo. La fine della vicenda la pone la corte d'appello sportiva che decide di cancellare la giornata di squalifica a suo carico.

#### Le esperienze spagnole e il ritiro
Nel febbraio 2018 firma un contratto di sei mesi con opzione per il rinnovo col Deportivo La Coruña. Ritrova come allenatore Clarence Seedorf, che lo aveva già allenato al Milan nel 2014. Gioca 8 partite di Liga per poi rimanere svincolato.
Il 31 gennaio 2019 firma un contratto semestrale con l’Albacete in Segunda Division prima di ritirarsi.

#### Il ritorno in campo con l'Hearts of Oak e parentesi all'Asante Kotoko
Il 3 febbraio 2022, dopo due anni e mezzo, torna a giocare firmando un contratto di un anno con opzione per quello successivo con l'Hearts of Oak, campione del Ghana in carica, lasciando però il club a fine stagione.
Il 17 agosto 2022, tornerà di nuovo in campo, accasandosi all'Asante Kotoko. Tuttavia, il giocatore non ha voluto unirsi ai campioni della Ghana Premier League perché, a detta sua, non voleva perdere fama fuori dall'Africa e quindi ha deciso di rescindere con il club.
Il 28 novembre 2022 annuncia, questa volta ufficialmente, il ritiro dal calcio giocato, all'età di 38 anni.

### Nazionale
Tra gennaio e febbraio del 2001 Muntari partecipa con la nazionale ghanese Under-17 alla Meridian Cup, dove gioca 4 partite.
Sempre nel 2001, ancora sedicenne, con la nazionale Under-20 prende parte prima all'African Youth Championship, dove il Ghana viene sconfitto in finale dall'Angola, e poi al Mondiale di categoria in Argentina, dove disputa tutte le 7 partite della propria nazionale che viene battuta in finale dai padroni di casa dell'Argentina.
Dal 2002 fa parte della nazionale maggiore ghanese, con cui esordisce il 17 maggio 2002 in un'amichevole contro la Slovenia.
Nel 2004 viene convocato dal CT portoghese Mariano Barreto per le Olimpiadi di Atene, ma un giorno prima dell'esordio del Ghana nella competizione viene allontanato per motivi disciplinari e sostituito da Razak Pimpong.
Con la nazionale maggiore ghanese partecipata al Mondiale del 2006 venendo eliminato agli ottavi di finale della competizione dal Brasile. Segna un gol durante questo torneo, il 17 giugno 2006 nella partita Ghana-Repubblica Ceca, battendo Petr Čech e siglando il 2-0 finale. Nel 2008 fa parte della selezione per la Coppa d'Africa, conclusa al terzo posto, durante la quale segna 3 gol (due nella fase a gironi e uno nella finale per il 3º posto) nelle 6 partite giocate. Al termine del torneo viene inoltre inserito nella formazione ideale della manifestazione.
Non viene convocato dal commissario tecnico Milovan Rajevac per la Coppa d'Africa 2010 per punizione: il 18 novembre 2009 infatti Muntari non risponde ad una convocazione dell'allenatore serbo in vista di una partita amichevole poiché ritiene più importanti i suoi impegni con l'Inter; lo stesso suo comportamento viene tenuto anche dai compagni Michael Essien e Kwadwo Asamoah che, a differenza del nerazzurro, si pentono pubblicamente del gesto.
Partecipa anche al Mondiale 2010, segnando un gol nei quarti di finale della competizione, per il momentaneo vantaggio contro l'Uruguay; la rete non si rivela decisiva per le sorti del Ghana, sconfitta poi ai rigori. Nel settembre del 2010, a qualificazioni alla Coppa d'Africa 2012 iniziate, viene nuovamente escluso dalle convocazioni per motivi disciplinari.
Nel 2012 viene convocato dal CT Goran Stevanović per la Coppa d'Africa in Gabon e Guinea Equatoriale. Durante questa competizione Muntari disputa 5 partite, compresa la finale per il 3º posto persa per 0-2 contro il Mali.
Convocato per i Mondiali 2014 in Brasile, gioca da titolare le prime due partite della fase a gironi contro Stati Uniti (1-2) e Germania (2-2), rimediando altrettante ammonizioni e la conseguente squalifica per la terza gara contro il Portogallo. Il 26 giugno 2014, poco prima dell'ultima partita del girone, viene sospeso a tempo indeterminato dalla nazionale ghanese per essere venuto alle mani con un membro della GFA. Insieme a lui viene sospeso anche Kevin-Prince Boateng.

## Statistiche

### Presenze e reti nei club
Statistiche aggiornate al 31 gennaio 2021.
| Stagione         | Squadra             | Campionato      | Campionato | Campionato | Coppe nazionali | Coppe nazionali | Coppe nazionali | Coppe continentali | Coppe continentali | Coppe continentali | Altre coppe | Altre coppe | Altre coppe | Totale | Totale |
| Stagione         | Squadra             | Comp            | Pres       | Reti       | Comp            | Pres            | Reti            | Comp               | Pres               | Reti               | Comp        | Pres        | Reti        | Pres   | Reti   |
| ---------------- | ------------------- | --------------- | ---------- | ---------- | --------------- | --------------- | --------------- | ------------------ | ------------------ | ------------------ | ----------- | ----------- | ----------- | ------ | ------ |
| 2002-2003        | Udinese             | A               | 12         | 0          | CI              | 2               | 0               | -                  | -                  | -                  | -           | -           | -           | 14     | 0      |
| 2003-2004        | Udinese             | A               | 23         | 0          | CI              | 4               | 0               | CU                 | 1                  | 0                  | -           | -           | -           | 28     | 0      |
| 2004-2005        | Udinese             | A               | 33         | 2          | CI              | 5               | 0               | CU                 | 2                  | 0                  | -           | -           | -           | 40     | 2      |
| 2005-2006        | Udinese             | A               | 29         | 3          | CI              | 0               | 0               | UCL+CU             | 8+3                | 0                  | -           | -           | -           | 40     | 3      |
| 2006-2007        | Udinese             | A               | 28         | 3          | CI              | 2               | 1               | -                  | -                  | -                  | -           | -           | -           | 30     | 4      |
| Totale Udinese   | Totale Udinese      | Totale Udinese  | 125        | 8          |                 | 13              | 1               |                    | 14                 | 0                  |             | -           | -           | 152    | 9      |
| 2007-2008        | Portsmouth          | PL              | 29         | 4          | FACup+CdL       | 4+0             | 1               | -                  | -                  | -                  | -           | -           | -           | 33     | 5      |
| 2008-2009        | Inter               | A               | 27         | 4          | CI              | 3               | 0               | UCL                | 7                  | 0                  | SI          | 1           | 1           | 38     | 5      |
| 2009-2010        | Inter               | A               | 27         | 2          | CI              | 5               | 0               | UCL                | 9                  | 0                  | SI          | 1           | 0           | 42     | 2      |
| 2010-gen. 2011   | Inter               | A               | 8          | 1          | CI              | 1               | 0               | UCL                | 3                  | 0                  | SI+SU+Cmc   | 0+0+1       | 0           | 13     | 1      |
| gen.-giu. 2011   | Sunderland          | PL              | 9          | 0          | FACup+CdL       | 0               | 0               | -                  | -                  | -                  | -           | -           | -           | 9      | 0      |
| 2011-gen. 2012   | Inter               | A               | 4          | 0          | CI              | 0               | 0               | UCL                | 0                  | 0                  | SI          | 0           | 0           | 4      | 0      |
| Totale Inter     | Totale Inter        | Totale Inter    | 66         | 7          |                 | 9               | 0               |                    | 19                 | 0                  |             | 3           | 1           | 97     | 8      |
| gen.-giu. 2012   | Milan               | A               | 13         | 4          | CI              | 1               | 0               | UCL                | -                  | -                  | -           | -           | -           | 14     | 3      |
| 2012-2013        | Milan               | A               | 15         | 1          | CI              | 1               | 0               | UCL                | 2                  | 1                  | -           | -           | -           | 18     | 2      |
| 2013-2014        | Milan               | A               | 26         | 5          | CI              | 0               | 0               | UCL                | 8                  | 1                  | -           | -           | -           | 34     | 6      |
| 2014-2015        | Milan               | A               | 16         | 2          | CI              | 1               | 0               | -                  | -                  | -                  | -           | -           | -           | 17     | 2      |
| Totale Milan     | Totale Milan        | Totale Milan    | 70         | 11         |                 | 3               | 0               |                    | 10                 | 2                  |             | -           | -           | 83     | 13     |
| 2015-2016        | Al-Ittihād          | SPL             | 18         | 2          | CPC             | 3               | 0               | ACL                | 5                  | 1                  | -           | -           | -           | 26     | 3      |
| gen.-giu. 2017   | Pescara             | A               | 9          | 1          | CI              | 0               | 0               | -                  | -                  | -                  | -           | -           | -           | 9      | 1      |
| feb. - giu. 2018 | Deportivo La Coruña | PD              | 8          | 0          | CR              | 0               | 0               | -                  | -                  | -                  | -           | -           | -           | 8      | 0      |
| gen.-giu. 2019   | Albacete            | SD              | 2          | 0          | CR              | 0               | 0               | -                  | -                  | -                  | -           | -           | -           | 2      | 0      |
| feb.-giu. 2022   | Hearts of Oak       | PL              | 11         | 1          | CG              | 0               | 0               | -                  | -                  | -                  | PC          | 1           | 0           | 12     | 1      |
| Totale carriera  | Totale carriera     | Totale carriera | 347        | 34         |                 | 32              | 2               |                    | 48                 | 3                  |             | 3           | 1           | 431    | 40     |

### Cronologia presenze e reti in nazionale
| Cronologia completa delle presenze e delle reti in nazionale ― Ghana | Cronologia completa delle presenze e delle reti in nazionale ― Ghana | Cronologia completa delle presenze e delle reti in nazionale ― Ghana | Cronologia completa delle presenze e delle reti in nazionale ― Ghana | Cronologia completa delle presenze e delle reti in nazionale ― Ghana | Cronologia completa delle presenze e delle reti in nazionale ― Ghana | Cronologia completa delle presenze e delle reti in nazionale ― Ghana | Cronologia completa delle presenze e delle reti in nazionale ― Ghana |
| Data                                                                 | Città                                                                | In casa                                                              | Risultato                                                            | Ospiti                                                               | Competizione                                                         | Reti                                                                 | Note                                                                 |
| -------------------------------------------------------------------- | -------------------------------------------------------------------- | -------------------------------------------------------------------- | -------------------------------------------------------------------- | -------------------------------------------------------------------- | -------------------------------------------------------------------- | -------------------------------------------------------------------- | -------------------------------------------------------------------- |
| 17-5-2002                                                            | Lubiana                                                              | Slovenia                                                             | 2 – 0                                                                | Ghana                                                                | Amichevole                                                           | -                                                                    |                                                                      |
| 7-9-2002                                                             | Kampala                                                              | Uganda                                                               | 1 – 0                                                                | Ghana                                                                | Qual. Coppa d'Africa 2004                                            | -                                                                    |                                                                      |
| 30-3-2003                                                            | Radès                                                                | Madagascar                                                           | 3 – 3 (9 – 10 dtr)                                                   | Ghana                                                                | Amichevole                                                           | -                                                                    |                                                                      |
| 5-6-2004                                                             | Ouagadougou                                                          | Burkina Faso                                                         | 1 – 0                                                                | Ghana                                                                | Qual. Mondiali 2006                                                  | -                                                                    |                                                                      |
| 14-6-2004                                                            | Kumasi                                                               | Ghana                                                                | 0 – 0                                                                | Togo                                                                 | Amichevole                                                           | -                                                                    |                                                                      |
| 20-6-2004                                                            | Kumasi                                                               | Ghana                                                                | 3 – 0                                                                | Sudafrica                                                            | Qual. Mondiali 2006                                                  | 1                                                                    |                                                                      |
| 3-7-2004                                                             | Kampala                                                              | Ghana                                                                | 1 – 1                                                                | Uganda                                                               | Qual. Mondiali 2006                                                  | -                                                                    |                                                                      |
| 10-10-2004                                                           | Kumasi                                                               | Ghana                                                                | 0 – 0                                                                | RD del Congo                                                         | Qual. Mondiali 2006                                                  | -                                                                    |                                                                      |
| 23-3-2005                                                            | Nairobi                                                              | Kenya                                                                | 2 – 2                                                                | Ghana                                                                | Amichevole                                                           | -                                                                    |                                                                      |
| 27-3-2005                                                            | Kinshasa                                                             | RD del Congo                                                         | 1 – 1                                                                | Ghana                                                                | Qual. Mondiali 2006                                                  | -                                                                    |                                                                      |
| 18-6-2005                                                            | Johannesburg                                                         | Sudafrica                                                            | 0 – 2                                                                | Ghana                                                                | Qual. Mondiali 2006                                                  | -                                                                    |                                                                      |
| 17-8-2005                                                            | Londra                                                               | Senegal                                                              | 0 – 0                                                                | Ghana                                                                | Amichevole                                                           | -                                                                    |                                                                      |
| 8-10-2005                                                            | Praia                                                                | Capo Verde                                                           | 0 – 4                                                                | Ghana                                                                | Qual. Mondiali 2006                                                  | 1                                                                    |                                                                      |
| 14-11-2005                                                           | Riyad                                                                | Arabia Saudita                                                       | 1 – 3                                                                | Ghana                                                                | Amichevole                                                           | 1                                                                    |                                                                      |
| 2-3-2006                                                             | Frisco                                                               | Messico                                                              | 1 – 0                                                                | Ghana                                                                | Amichevole                                                           | -                                                                    |                                                                      |
| 26-5-2006                                                            | Bochum                                                               | Turchia                                                              | 1 – 1                                                                | Ghana                                                                | Amichevole                                                           | -                                                                    |                                                                      |
| 29-5-2006                                                            | Leicester                                                            | Giamaica                                                             | 1 – 4                                                                | Ghana                                                                | Amichevole                                                           | 1                                                                    |                                                                      |
| 4-6-2006                                                             | Edimburgo                                                            | Ghana                                                                | 3 – 1                                                                | Corea del Sud                                                        | Amichevole                                                           | 1                                                                    |                                                                      |
| 12-6-2006                                                            | Hannover                                                             | Italia                                                               | 2 – 0                                                                | Ghana                                                                | Mondiali 2006 - 1º turno                                             | -                                                                    |                                                                      |
| 17-6-2006                                                            | Colonia                                                              | Rep. Ceca                                                            | 0 – 2                                                                | Ghana                                                                | Mondiali 2006 - 1º turno                                             | 1                                                                    |                                                                      |
| 27-6-2006                                                            | Dortmund                                                             | Brasile                                                              | 3 – 0                                                                | Ghana                                                                | Mondiali 2006 - Ottavi di finale                                     | -                                                                    |                                                                      |
| 15-8-2006                                                            | Londra                                                               | Ghana                                                                | 2 – 0                                                                | Togo                                                                 | Amichevole                                                           | -                                                                    |                                                                      |
| 4-10-2006                                                            | Yokohama                                                             | Giappone                                                             | 0 – 1                                                                | Ghana                                                                | Amichevole                                                           | -                                                                    |                                                                      |
| 8-10-2006                                                            | Seul                                                                 | Corea del Sud                                                        | 1 – 3                                                                | Ghana                                                                | Amichevole                                                           | -                                                                    |                                                                      |
| 15-10-2006                                                           | Londra                                                               | Australia                                                            | 1 – 1                                                                | Ghana                                                                | Amichevole                                                           | -                                                                    |                                                                      |
| 6-2-2007                                                             | Londra                                                               | Nigeria                                                              | 1 – 4                                                                | Ghana                                                                | Amichevole                                                           | 1                                                                    |                                                                      |
| 24-3-2007                                                            | Graz                                                                 | Austria                                                              | 1 – 1                                                                | Ghana                                                                | Amichevole                                                           | 1                                                                    |                                                                      |
| 27-3-2007                                                            | Solna                                                                | Brasile                                                              | 1 – 0                                                                | Ghana                                                                | Amichevole                                                           | -                                                                    |                                                                      |
| 21-8-2007                                                            | Londra                                                               | Ghana                                                                | 1 – 1                                                                | Senegal                                                              | Amichevole                                                           | -                                                                    |                                                                      |
| 8-9-2007                                                             | Rouen                                                                | Ghana                                                                | 2 – 0                                                                | Marocco                                                              | Amichevole                                                           | -                                                                    |                                                                      |
| 11-9-2007                                                            | Riyad                                                                | Arabia Saudita                                                       | 5 – 0                                                                | Ghana                                                                | Amichevole                                                           | -                                                                    |                                                                      |
| 18-11-2007                                                           | Accra                                                                | Ghana                                                                | 2 – 0                                                                | Togo                                                                 | Amichevole                                                           | -                                                                    |                                                                      |
| 21-11-2007                                                           | Accra                                                                | Ghana                                                                | 4 – 2                                                                | Benin                                                                | Amichevole                                                           | -                                                                    |                                                                      |
| 20-1-2008                                                            | Accra                                                                | Ghana                                                                | 2 – 1                                                                | Guinea                                                               | Coppa d'Africa 2008 - 1º turno                                       | 1                                                                    |                                                                      |
| 24-1-2008                                                            | Accra                                                                | Ghana                                                                | 1 – 0                                                                | Namibia                                                              | Coppa d'Africa 2008 - 1º turno                                       | -                                                                    |                                                                      |
| 28-1-2008                                                            | Accra                                                                | Ghana                                                                | 2 – 0                                                                | Marocco                                                              | Coppa d'Africa 2008 - 1º turno                                       | 1                                                                    |                                                                      |
| 3-2-2008                                                             | Accra                                                                | Ghana                                                                | 2 – 1                                                                | Nigeria                                                              | Coppa d'Africa 2008 - Quarti di finale                               | -                                                                    |                                                                      |
| 7-2-2008                                                             | Accra                                                                | Ghana                                                                | 0 – 1                                                                | Camerun                                                              | Coppa d'Africa 2008 - Semifinale                                     | -                                                                    |                                                                      |
| 9-2-2008                                                             | Kumasi                                                               | Ghana                                                                | 4 – 2                                                                | Costa d'Avorio                                                       | Coppa d'Africa 2008 - Finale 3º posto                                | 1                                                                    |                                                                      |
| 26-3-2008                                                            | Londra                                                               | Ghana                                                                | 1 – 2                                                                | Messico                                                              | Amichevole                                                           | -                                                                    |                                                                      |
| 1-6-2008                                                             | Kumasi                                                               | Ghana                                                                | 3 – 0                                                                | Libia                                                                | Qual. Mondiali 2010                                                  | -                                                                    |                                                                      |
| 14-6-2008                                                            | Libreville                                                           | Gabon                                                                | 2 – 0                                                                | Ghana                                                                | Qual. Mondiali 2010                                                  | -                                                                    |                                                                      |
| 22-6-2008                                                            | Accra                                                                | Ghana                                                                | 2 – 0                                                                | Gabon                                                                | Qual. Mondiali 2010                                                  | 1                                                                    |                                                                      |
| 5-9-2008                                                             | Tripoli                                                              | Libia                                                                | 1 – 0                                                                | Ghana                                                                | Qual. Mondiali 2010                                                  | -                                                                    |                                                                      |
| 11-10-2008                                                           | Sekondi-Takoradi                                                     | Ghana                                                                | 3 – 0                                                                | Lesotho                                                              | Qual. Mondiali 2010                                                  | -                                                                    |                                                                      |
| 11-2-2009                                                            | Il Cairo                                                             | Egitto                                                               | 2 – 2                                                                | Ghana                                                                | Amichevole                                                           | -                                                                    |                                                                      |
| 29-3-2009                                                            | Kumasi                                                               | Ghana                                                                | 1 – 0                                                                | Benin                                                                | Qual. Mondiali 2010                                                  | -                                                                    |                                                                      |
| 12-9-2009                                                            | Londra                                                               | Zambia                                                               | 1 – 4                                                                | Ghana                                                                | Amichevole                                                           | 1                                                                    |                                                                      |
| 6-9-2009                                                             | Accra                                                                | Ghana                                                                | 2 – 0                                                                | Sudan                                                                | Qual. Mondiali 2010                                                  | 1                                                                    |                                                                      |
| 9-9-2009                                                             | Utrecht                                                              | Giappone                                                             | 4 – 3                                                                | Ghana                                                                | Amichevole                                                           | -                                                                    |                                                                      |
| 15-11-2009                                                           | Kumasi                                                               | Ghana                                                                | 2 – 2                                                                | Mali                                                                 | Qual. Mondiali 2010                                                  | -                                                                    |                                                                      |
| 3-3-2010                                                             | Sarajevo                                                             | Bosnia ed Erzegovina                                                 | 2 – 1                                                                | Ghana                                                                | Amichevole                                                           | 1                                                                    |                                                                      |
| 1-6-2010                                                             | Rotterdam                                                            | Paesi Bassi                                                          | 4 – 1                                                                | Ghana                                                                | Amichevole                                                           | -                                                                    |                                                                      |
| 19-6-2010                                                            | Rustenburg                                                           | Ghana                                                                | 1 – 1                                                                | Australia                                                            | Mondiali 2010 - 1º turno                                             | -                                                                    |                                                                      |
| 23-6-2010                                                            | Johannesburg                                                         | Ghana                                                                | 0 – 1                                                                | Germania                                                             | Mondiali 2010 - 1º turno                                             | -                                                                    |                                                                      |
| 26-6-2010                                                            | Rustenburg                                                           | Stati Uniti                                                          | 1 – 2 dts                                                            | Ghana                                                                | Mondiali 2010 - Ottavi di finale                                     | -                                                                    |                                                                      |
| 2-7-2010                                                             | Johannesburg                                                         | Uruguay                                                              | 1 – 1 dts (5 – 3 dtr)                                                | Ghana                                                                | Mondiali 2010 - Quarti di finale                                     | 1                                                                    |                                                                      |
| 8-2-2011                                                             | Deurne                                                               | Ghana                                                                | 4 – 1                                                                | Togo                                                                 | Amichevole                                                           | -                                                                    |                                                                      |
| 27-3-2011                                                            | Brazzaville                                                          | Rep. del Congo                                                       | 0 – 3                                                                | Ghana                                                                | Qual. Coppa d'Africa 2012                                            | 1                                                                    |                                                                      |
| 29-3-2011                                                            | Londra                                                               | Inghilterra                                                          | 1 – 1                                                                | Ghana                                                                | Amichevole                                                           | -                                                                    |                                                                      |
| 3-6-2011                                                             | Accra                                                                | Ghana                                                                | 3 – 1                                                                | Rep. del Congo                                                       | Qual. Coppa d'Africa 2012                                            | -                                                                    |                                                                      |
| 7-6-2011                                                             | Jeonju                                                               | Corea del Sud                                                        | 2 – 1                                                                | Ghana                                                                | Amichevole                                                           | -                                                                    |                                                                      |
| 2-9-2011                                                             | Accra                                                                | Ghana                                                                | 2 – 0                                                                | eSwatini                                                             | Qual. Coppa d'Africa 2012                                            | -                                                                    |                                                                      |
| 5-9-2011                                                             | Londra                                                               | Brasile                                                              | 1 – 0                                                                | Ghana                                                                | Amichevole                                                           | -                                                                    |                                                                      |
| 8-10-2011                                                            | Khartum                                                              | Sudan                                                                | 0 – 2                                                                | Ghana                                                                | Qual. Coppa d'Africa 2012                                            | -                                                                    |                                                                      |
| 11-10-2011                                                           | Watford                                                              | Ghana                                                                | 0 – 0                                                                | Nigeria                                                              | Amichevole                                                           | -                                                                    |                                                                      |
| 15-11-2011                                                           | Saint-Leu-la-Forêt                                                   | Ghana                                                                | 2 – 1                                                                | Gabon                                                                | Amichevole                                                           | -                                                                    | cap.                                                                 |
| 24-1-2012                                                            | Franceville                                                          | Ghana                                                                | 1 – 0                                                                | Botswana                                                             | Coppa d'Africa 2012 - 1º turno                                       | -                                                                    |                                                                      |
| 28-1-2012                                                            | Franceville                                                          | Ghana                                                                | 2 – 0                                                                | Mali                                                                 | Coppa d'Africa 2012 - 1º turno                                       | -                                                                    |                                                                      |
| 5-2-2012                                                             | Libreville                                                           | Ghana                                                                | 2 – 1 dts                                                            | Tunisia                                                              | Coppa d'Africa 2012 - Quarti di finale                               | -                                                                    |                                                                      |
| 8-2-2012                                                             | Bata                                                                 | Zambia                                                               | 1 – 0                                                                | Ghana                                                                | Coppa d'Africa 2012 - Semifinale                                     | -                                                                    |                                                                      |
| 11-2-2012                                                            | Malabo                                                               | Ghana                                                                | 0 – 2                                                                | Mali                                                                 | Coppa d'Africa 2012 - Finale 3º posto                                | -                                                                    |                                                                      |
| 29-2-2012                                                            | Chester                                                              | Cile                                                                 | 1 – 1                                                                | Ghana                                                                | Amichevole                                                           | -                                                                    |                                                                      |
| 1-6-2012                                                             | Kumasi                                                               | Ghana                                                                | 7 – 0                                                                | Lesotho                                                              | Qual. Mondiali 2014                                                  | 1                                                                    | cap.                                                                 |
| 9-6-2012                                                             | Ndola                                                                | Zambia                                                               | 1 – 0                                                                | Ghana                                                                | Qual. Mondiali 2014                                                  | -                                                                    | cap.                                                                 |
| 24-3-2013                                                            | Kumasi                                                               | Ghana                                                                | 4 – 0                                                                | Sudan                                                                | Qual. Mondiali 2014                                                  | -                                                                    | cap.                                                                 |
| 7-6-2013                                                             | Omdurman                                                             | Sudan                                                                | 1 – 3                                                                | Ghana                                                                | Qual. Mondiali 2014                                                  | 1                                                                    |                                                                      |
| 16-6-2013                                                            | Maseru                                                               | Lesotho                                                              | 0 – 2                                                                | Ghana                                                                | Qual. Mondiali 2014                                                  | -                                                                    |                                                                      |
| 15-10-2013                                                           | Kumasi                                                               | Ghana                                                                | 6 – 1                                                                | Egitto                                                               | Qual. Mondiali 2014                                                  | 1                                                                    |                                                                      |
| 19-11-2013                                                           | Il Cairo                                                             | Egitto                                                               | 2 – 1                                                                | Ghana                                                                | Qual. Mondiali 2014                                                  | -                                                                    |                                                                      |
| 5-3-2014                                                             | Podgorica                                                            | Montenegro                                                           | 1 – 0                                                                | Ghana                                                                | Amichevole                                                           | -                                                                    |                                                                      |
| 9-6-2014                                                             | Miami Gardens                                                        | Ghana                                                                | 4 – 0                                                                | Corea del Sud                                                        | Amichevole                                                           | -                                                                    |                                                                      |
| 16-6-2014                                                            | Natal                                                                | Ghana                                                                | 1 – 2                                                                | Stati Uniti                                                          | Mondiali 2014 - 1º turno                                             | -                                                                    |                                                                      |
| 21-6-2014                                                            | Fortaleza                                                            | Germania                                                             | 2 – 2                                                                | Ghana                                                                | Mondiali 2014 - 1º turno                                             | -                                                                    |                                                                      |
| Totale                                                               |                                                                      | Presenze (6º posto)                                                  | 84                                                                   |                                                                      | Reti (8º posto)                                                      | 20                                                                   |                                                                      |

## Palmarès

### Club

#### Competizioni nazionali
- Coppa d'Inghilterra: 1

Portsmouth: 2007-2008
- Campionato italiano: 2

Inter: 2008-2009, 2009-2010
- Coppa Italia: 1

Inter: 2009-2010
- Supercoppa italiana: 2

Inter: 2008, 2010
- Coppa di Ghana: 1

Hearts of Oak: 2021-2022
- President's Cup (Ghana): 1

Hearts of Oak: 2022

#### Competizioni internazionali
- UEFA Champions League: 1

Inter: 2009-2010
- Coppa del mondo per club: 1

Inter: 2010

### Individuale
- Best XI della Coppa d'Africa: 1

2008